# 이광길 (정치인)
이광길(1941년 4월 16일 ~ )은 대한민국의 정치인이다. 제4대 남양주시장을 역임했다.

## 역대 선거 결과
|  | 58.78% |

|  | 38.76% |